# Unicredit Banca
Die Unicredit Banca S.p.A. (Eigenschreibweise: UniCredit Banca) mit Sitz in Bologna war seit 2002 eine Tochtergesellschaft der italienischen Großbank Unicredit.
Die Unicredit Banca entstand durch den Zusammenschluss sieben italienischer Banken (Credito Italiano, Rolo Banca, Cariverona, Cassamarca, Cassa di Risparmio di Torino, Cassa di Risparmio di Trento e Rovereto und Cassa di Risparmio di Trieste).
Das Unternehmen war innerhalb der Unicredit-Gruppe für die Betreuung von Privatkunden und kleineren Unternehmen in Italien zuständig. Im Jahr 2010 wurde die Unicredit Banca vollständig in die Unicredit integriert und ist seither nicht mehr als eigenständiges Unternehmen existent.